# Kabiny

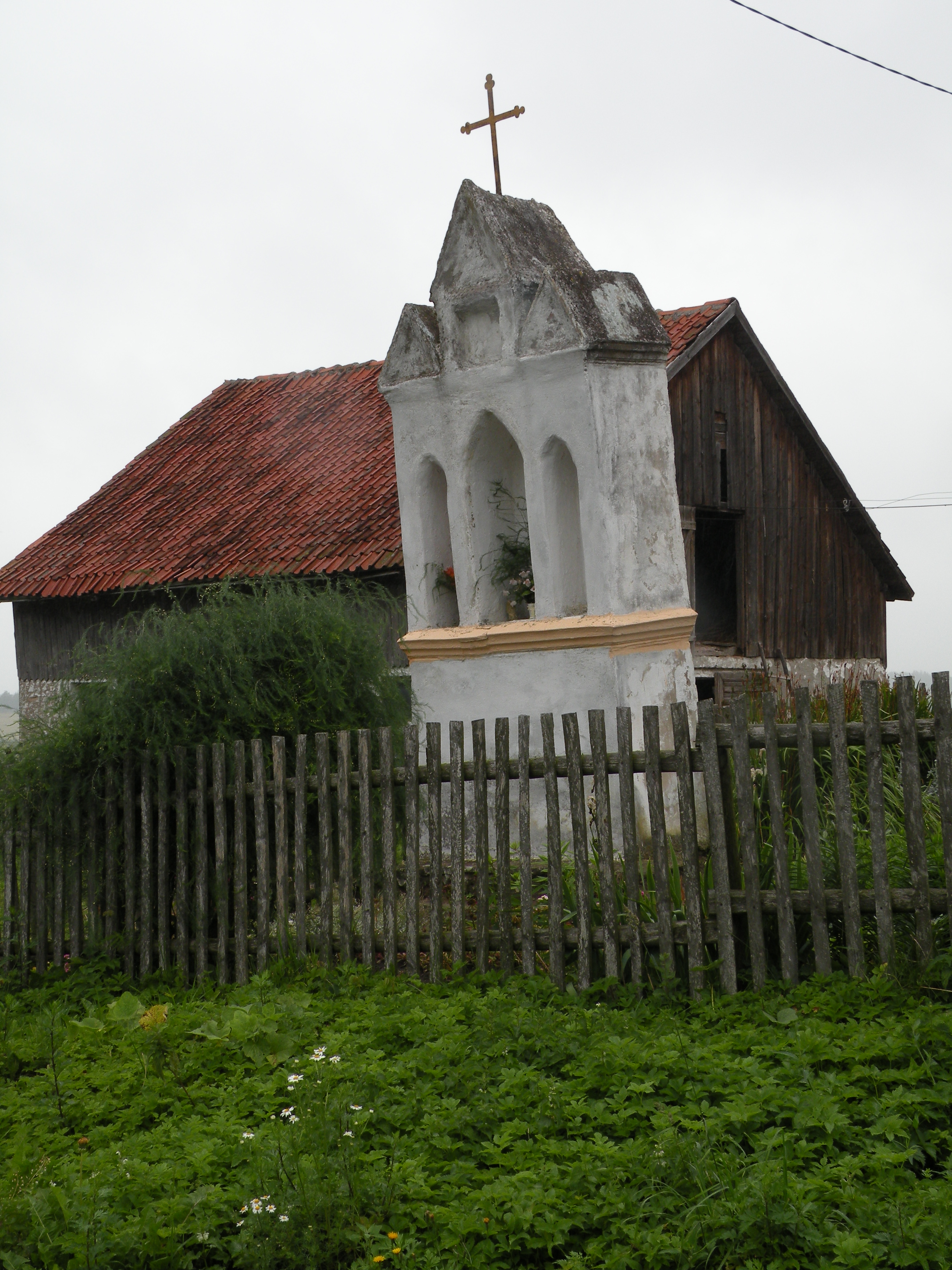
Kapliczka przydrożna w Kabinach

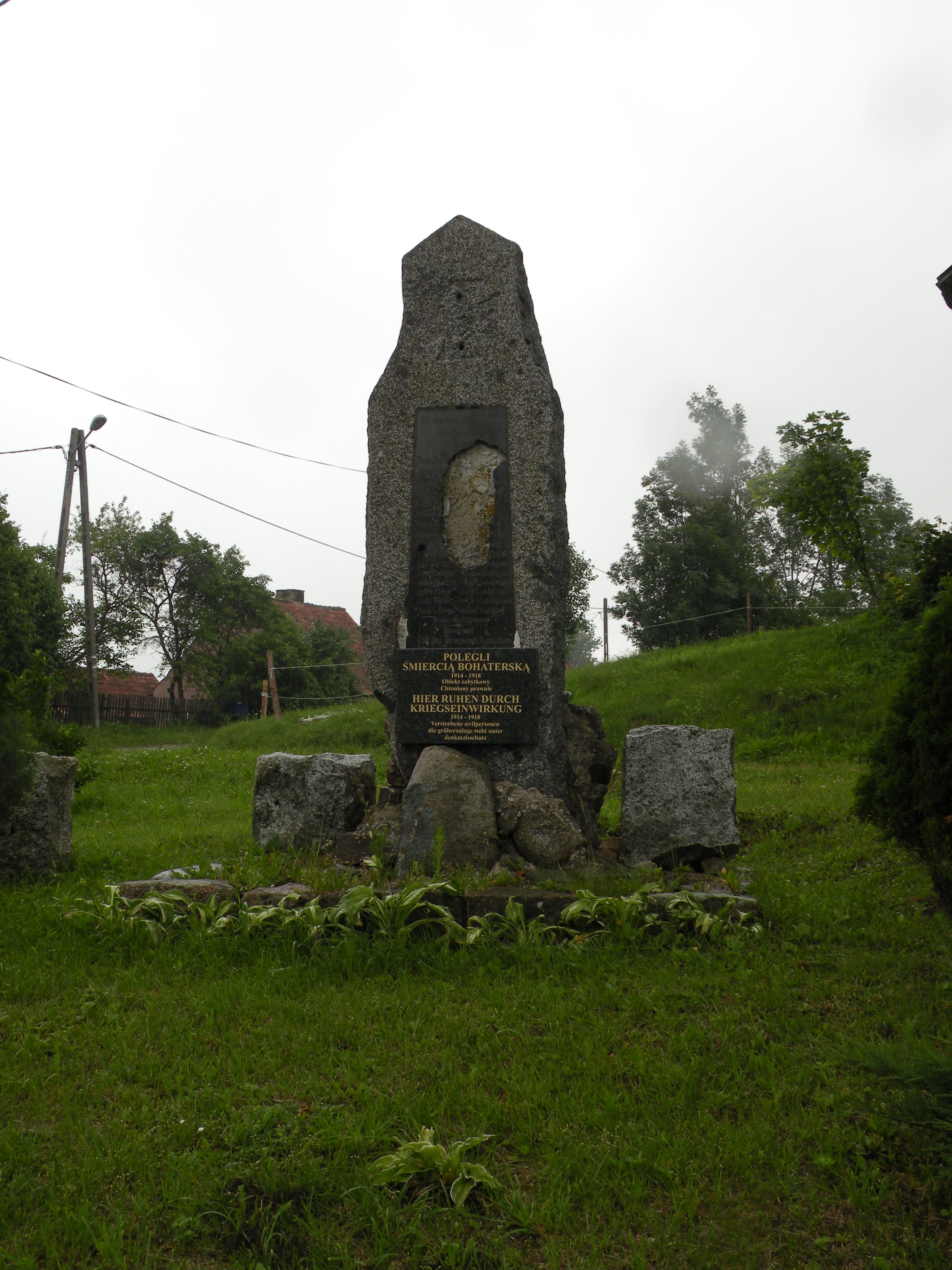
Pomnik upamiętniający żołnierzy poległych na wojnie w latach 1914–1918

Kabiny (niem. Kabienen) – wieś w Polsce położona w województwie warmińsko-mazurskim, w powiecie olsztyńskim, w gminie Kolno. W latach 1975–1998 miejscowość administracyjnie należała do województwa olsztyńskiego.
Wcześniej wieś znajdowała się na terenie powiatu reszelskiego, później powiatu biskupieckiego. Przez wieś przebiega droga 596, Biskupiec – Reszel, a także szlak rowerowy Kolno – Bęsia – Samławki – Kolno (długość 25,5 km, trasa pofalowana, nieoznakowana) wiodący głównie polami oraz niewielkimi kompleksami leśnymi. Zabudowa wsi ma charakter widlicy. Nazwa wsi pochodzi od z języka pruskiego, od nazwiska mieszkańca (Kabe), zapewne właściciela lub zasadźcy przy kolejnym zasiedlaniu zniszczonej po wojnach wsi.

## Historia
Dawniej w dokumentach wieś zapisywana pod nazwami: Drutlauken, Trutelauken, Rynow, Cabyn, Cabinen, Käbinnen, Kabienen. Polska nazwa Kabiny pojawia się w dokumentach po raz pierwszy w 1820 r.
Wieś została założona 2 maja 1346 roku, jako służebna wieś pruska (właściciele wsi zobowiązani byli jednej służby zbrojnej), przez wójta warmińskiego Henryka Lutra. Wówczas w Drutlauken (za Sł. geogr.) 5 włók otrzymał Tungen z prawem połowu ryb małymi narzędziami w jeziorach Atirs (nie istnieje) i Banse. W roku 1375 wystawiony został przywilej na budowę młyna wodnego.
Druga lokacja wsi akt z 8 maja 1359 r. wydany był przez biskupa warmińskiego Jana Stryprocka. Nadanie na 77 włók otrzymali Prusowie: Herman, Janusz, Mikołaj, Henryk i Tideman na staropruskim polu osadniczym, zwanym Trutelauken (lauks Trute lub Drut, jak wynika z pierwszej lokacji). Początkowo wieś nosiła nazwę Rynow, a dopiero później Cabyn. Była to pruska wieś służebna, a jej posiadacze byli zobowiązani do pełnienia służby zbrojnej.
Na przełomie XV/XVI wieku prawo pruskie zostało zamienione na prawo chełmińskie. W czasie wojny polsko krzyżackiej 1519–1521 wieś została zniszczona a odłogiem leżały aż 43 włóki. Zniszczenia okolicy były duże, bowiem w 1533 r. udało się osadzić chłopów na zaledwie czterech włókach. Biskup warmiński Marcin Kromer w 1583 r. przyznał tu Wociechowi Mazankowi prawo postawienia karczmy (czyn ustalono na 4 grzywny i dwie kury rocznie), a młyn wodny przekazał Zachariaszowi Wartenburskiemu (łącznie z 1,25 morgi ziemi z czynszem 8 grzywien i jednej świni rocznie). W roku 1586 wieś była już w pełni zagospodarowana. Do kasy biskupiej wpływało: 71 grzywien z 71 włók czynszowych, 8 grzywien z młyna, 2 grzywny za dwie włóki młynarza i 4 grzywny z karczmy.
Na wystawienie drugiej karczmy we wsi dla sołtysa Jerzego Dukata przywilej 25 października 1614 r. wydał biskup warmiński Szymon Rudnicki. Czyn sz od karczmy ustalono w wysokości czterech grzywien rocznie. W czasie II wojny północnej we wsi zniszczona została jedna karczma. Biskup warmiński Andrzej Chryzostom Załuski przywilej na postawienie nowej karczmy w Kabinach wydał dla Andrzeja Gąsiorowskiego, właściciela Łężan.
W roku 1783 we wsi było 71 domów. W roku 1820 w Kabinach mieszkało 438 osób. W 1848 r. we wsi odnotowano 626 mieszkańców,
W 1935 r. we wsi była szkoła, zatrudniająca dwóch nauczycieli. Do szkoły uczęszczało 122 uczniów. W 1939 w Kabinach było 765 mieszkańców.

## Zabytki
- Kaplica eklektyczna pw. Matki Boskiej Różańcowej (filia kościoła parafialnego pw. Trzech Króli w Kolnie). Murowana, wraz z ogrodzeniem, wybudowana w 1893 roku. Odrestaurowana w latach 2000-2005. Przy kaplicy zachowały się dwa stare drzewa: jesion i lipa.
- Budynek dawnej szkoły – murowana, wybudowana na początku XX wieku. Na początku lat 90. przekształcona w szkołę filijną (tylko 3 klasy), 1997 zamknięta z powodu małej liczby uczniów.
- Zabudowa mieszkaniowa i gospodarcza (budynki z końca XIX i początku XX wieku), w większości zaniedbana, w tym zdewastowany dom podcieniowy.
- Cmentarz wojenny żołnierzy poległych na wojnie ojczyźnianej w latach 1914–1918 (pow. 0,01 ha), zlokalizowany na wschodnim skraju wsi przy drodze do Biskupca. Zachował się w kształcie trójkąta, ze zniszczoną tablicą pamiątkową i kamieniami.